# Michael Balfour
Michael Creighton Balfour, född 11 februari 1918 i Dover, Kent, död 24 oktober 1997 i Esher, Surrey, var en brittisk skådespelare.

## Roller i urval
- 1943 – Köttets lust
- 1952 – Målaren på Moulin Rouge
- 1953 – 3 steg till galgen
- 1953 – På vift med Genevieve
- 1956 – Han gav sig aldrig
- 1960 – Kronan på verket
- 1960 – Pälsligan
- 1960 – Revansch på Hellfire Club
- 1962 – Den vilda ladyn
- 1966 – Fahrenheit 451
- 1969 – The Avengers (TV-serie)
- 1970 – "Sherlock Holmes" – privatögat privat
- 1970 – Steptoe and Son (TV-serie)
- 1971 – Snobbar som jobbar (TV-serie)
- 1972 – Canterbury Tales
- 1974 – Onedinlinjen (TV-serie)
- 1976 – Joseph Andrews
- 1977 – Jakten efter guldskatten
- 1979 – Fången på Zenda
- 1989 – Batman